# Clear as Day
Clear as Day é um álbum de estúdio pelo cantor norte-americano Scotty McCreery, lançado a 4 de Outubro de 2011 pela editora discográfica Universal Music Group Nashville. Alcançou a primeira posição na tabela musical Billboard 200, com 197 mil cópias vendidas na sua semana de estreia.

## Desempenho nas tabelas musicais
| Tabela (2011-2012)                           | Melhor position |
| -------------------------------------------- | --------------- |
| Canadá - Canadian Albums Chart               | 4               |
| Nova Zelândia - New Zealand Albums Chart     | 32              |
| Reino Unido - UK Country Artist Albums Chart | 5               |
| Estados Unidos - Billboard 200               | 1               |
| Estados Unidos - Billboard Country Albums    | 1               |